# Parapachymorpha nigra
Parapachymorpha nigra är en insektsart som beskrevs av Brunner von Wattenwyl 1893. Parapachymorpha nigra ingår i släktet Parapachymorpha och familjen Phasmatidae. Inga underarter finns listade i Catalogue of Life.